# Brandmeldcentrale

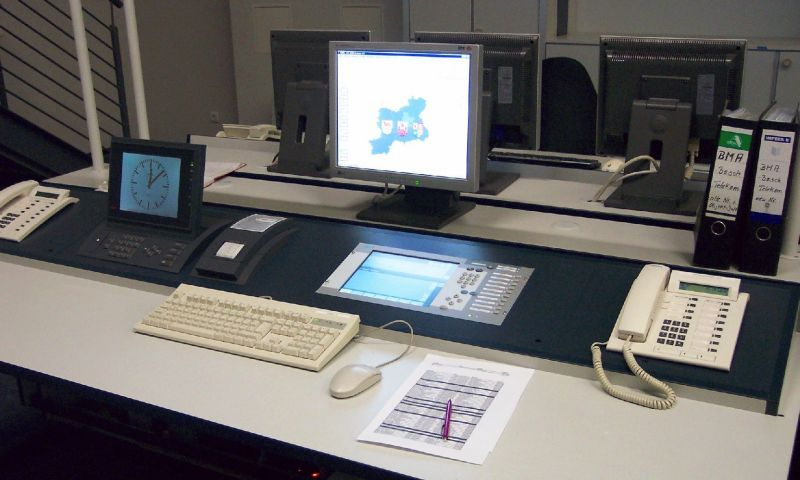
Brandmeldcentrale in Duitsland

Een brandmeldcentrale (afgekort als BMC) is een centrale waar alle signalen van rookmelders, handbrandmelders en andere beveiligingssensoren samenkomen. Met deze informatie kan de centrale een gepaste reactie voorzien. Zoals het activeren van de ontruimingssirenes (meestal slow-whoop signaal), sprinklerinstallatie, rook- en warmteafvoerinstallatie, flitslichten, openen van nooduitgangen, enz. Ook wordt er in de meeste gevallen een alarmcentrale/meldkamer op de hoogte gebracht die eventueel de brandweer kan oproepen.
Brandmeldcentrales bevinden zich zowel in particuliere woningen als in industriële ondernemingen. Meestal is het zo dat bij particuliere gebouwen de rookmelders worden aangesloten op de inbraakcentrale deze bij brand de sirenes activeert en eventueel de alarmcentrale alarmeert.

## Bediening
Er bestaan zowel uiterst eenvoudige brandmeldcentrales als zeer uitgebreide. De eenvoudige laten zich bedienen door middel van een klein aantal knoppen. Deze omvatten meestal: alarm, evacuatie en reset. Uitgebreidere systemen omvatten extra functies zoals de bediening van liften, vluchtdeuren, ventilatie en/of luchtbehandelingsystemen enz.